# Густафссон, Олоф
Олоф Густафссон, др. вариант имени Олаф Густавсон (родился 14 мая 1993) — шведский предприниматель и бизнесмен, в настоящее время занимающий должность генерального директора Escobar Inc, холдинговой компании для Пабло и Роберто Эскобар Гавириа

## Карьера
В возрасте 13 лет он основал свою первую компанию, которая занималась продажей комиксов онлайн в Швеции. В возрасте 17 лет он уже руководил 4 компаниями в Швеции, в то же время закончив школьную программу старших классов за 2 года, вместо положенных 3-х. Опубликовал свой сборник комиксов. Начиная с 2014 года он получает должность гендиректора Escobar IncEscobar Inc, холдинговой компании Пабло Эскобара, которую он основал вместе с Роберто де Хесус Эскобар Гавириа.

## Президент Дональд Трамп и Президентские Выборы 2016 года в США
11 Апреля 2016 года, накануне Президентских выборов 2016 года в США, Washington Post вместе с Zignal Labs сообщили, что он оказывал непосредственную помощь в увеличении количества подписчиков в социальных сетях кандидату от Республиканской Партии Дональду Трампу, что в значительной мере увеличило популярность Дональда Трампа в соц.сетях. 8 января 2019 года вместе с Роберто Эскобаром он запустил кампанию по сбору денежных средств в размере 50 миллионов долларов поддержку импичмента Президента Дональда Трампа. Собрав 10 миллионов долларов за 10 часов, страница была удалена с платформы GoFundMeGoFundMe.